# Days Go By
Albums de The Offspring
Rise and Fall, Rage and Grace
(2010) Let the Bad Times Roll
(2021)
Singles
Cruising California (Bumpin' in My Trunk)
Days Go By est le 9e album studio du groupe de punk rock The Offspring, sorti le 26 juin 2012. Produit par Bob Rock, il est le premier album à intégrer la participation du nouveau batteur du groupe, Pete Parada.

## Liste des titres
Toutes les chansons sont écrites et composées par The Offspring.
| 1.    | The Future Is Now                                                  | 4:08 |
| 2.    | Secrets from the Underground                                       | 3:09 |
| 3.    | Days Go By                                                         | 4:01 |
| 4.    | Turning into You                                                   | 3:41 |
| 5.    | Hurting as One                                                     | 2:49 |
| 6.    | Cruising California (Bumpin' in My Trunk)                          | 3:30 |
| 7.    | All I Have Left Is You                                             | 5:18 |
| 8.    | OC Guns                                                            | 4:07 |
| 9.    | Dirty Magic (réenregistrement d'une chanson présente sur Ignition) | 4:00 |
| 10.   | I Wanna Secret Family (With You)                                   | 3:01 |
| 11.   | Dividing by Zero                                                   | 2:22 |
| 12.   | Slim Pickens Does the Right Thing and Rides the Bomb to Hell       | 2:36 |
| 42:42 |                                                                    |      |